# 인디애나폴리스 콜츠

인디애나폴리스 콜츠 엠블럼

인디애나폴리스 콜츠(Indianapolis Colts)는 미국 인디애나주 인디애나폴리스를 연고지로 삼는 내셔널 풋볼 리그 팀이다. 1984년 볼티모어에서 현재의 연고지로 이전하였다.
홈 경기장은 루커스 오일 스타디움(Lucas Oil Stadium)이며, 제 41회 슈퍼볼에서 시카고 베어스를 꺾고 우승하였으며 제 44회 슈퍼볼에서는 뉴올리언스 세인츠와 맞붙어 준우승을 차지했다. 유명한 선수로는 쿼터백 페이튼 매닝이 있었다.